# 德维尔 (犹他州)
德维尔（英文：Deweyville），是美国犹他州博克斯埃尔德县下属的一座城市。建市于 1864年，面积大约为6.4平方英里（17平方公里），海拔约为4,437英尺（1,352米）。根据2010年美国 人口普查，该市有人口332人。